# Wilhelm Theodor Ewert
Wilhelm Theodor Ewert, född den 25 november 1842 i Göteborg, död den 29 januari 1924 i Stockholm, var en svensk grosshandlare, verksam i Göteborg.

## Biografi
Ewert genomgick Göteborgs Handelsinstitut. Därefter blev han handlande och grundade 1871 agentur- och speditionsfirman W.T. Ewert & Co, som bland annat hade agenturen för brand- och livförsäkringsbolaget Alliance i London. År 1873 utvidgades rörelsen då Robert Edward Dickson (son till Edward Dickson) blev kompanjon och firman fick namnet Dickson, Ewert & Co.. Förutom agenturer ägnade man sig åt import bland annat av kaffe och tobak. Den firman upplöstes dock efter ett år, men drevs vidare av Ewert under det återtagna firmanamnet W.T. Ewert & Co. Den innehade agenturer för utländska tillverkare av champagne, whisky och cognac. Därutöver ägdes ett ångvedhuggeri vid Stora Badhusgatan.  
Han hade flera styrelseuppdrag och var 1889–1892 suppleant i Riksbankens styrelse och ingick i direktionerna för Göteborgs Enskilda Bank och Göteborgs och Bohus läns sparbank. Han var även ledamot av flera kommunala styrelser och en av grundarna till De Blindas Vänner. 
Ewert blev riddare av Vasaorden 1901 och av Carl XIII:s orden 1909. 
Wilhelm Theodor Ewert tillhörde en tysk släkt, där läkaren Christian Heinrich Ewert från Stralsund invandrade till Sverige 1778. Denne fick två söner, som var verksamma i Göteborg, varav förste stadsläkaren Christian Fredrik Ewert (1804–1881) i äktenskapet med Mathilda Heinrich var Wilhelm Theodor Ewerts far. Han gifte sig 1890 med Maria Uggla (1858–1953).